# 美唄焼き鳥
美唄焼き鳥（びばいやきとり）は、鶏肉と、鶏レバーや内卵、砂肝、心臓、キンカンなどの内臓を、タマネギで挟み、一つの串に刺して焼く、北海道美唄市独特の焼き鳥。「美唄やきとり」とも表記される。

## 概要

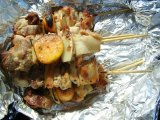
美唄焼き鳥

美唄やきとりは、日本7大焼き鳥の一つで主な特徴としては、モツ串と呼ばれる鶏の様々な内臓部位（モモ、ムネ、ランカン、皮、キンカン）を使用し、一つの串に刺して焼いた焼き鳥で、美唄市の郷土料理とされている。
塩・胡椒で味付けするのが一般的である。鶏の内臓を捨てずに大切に食べる明治時代の知恵が、美唄焼き鳥に生かされているとの文章もある。
美唄市の三船福太郎が、昭和30年代に、飲食店「三船」で始めたという情報がある。当時の美唄は炭鉱労働者が多く居住しており、それら労働者の食として人気となり、それがこの地方に定着した。創始者の苗字を冠した「元祖美唄焼鳥 三船」では昭和のはじめより三船福太郎が美唄焼き鳥を始めていたとしている。
現在では美唄焼き鳥の中でも「三船」「鳥乃家」「たつみ」「福よし」が主な美唄焼き鳥の直系伝承とされている。
その他、札幌市内を中心に公式ではないが美唄風焼き鳥なる美唄やきとりを模した焼き鳥も存在する。
美唄市だけでなく、札幌市やその他の地域にも、「美唄焼き鳥」の店が存在する。
美唄や岩見沢の炭鉱労働者たちにとっての貴重なたんぱく源として、「炭鉄港めし」の一つとして認定されている。